# 信澤三惠子
信澤 三惠子（のぶさわ みえこ、1947年5月16日 - ）は、日本の女優、声優。東京都新宿区上落合出身。かつては旧姓の本名である信沢 三恵子（読み同じ）名義で活動。夫は俳優の平松慎吾。

## 来歴
劇団NLT、同人舎プロダクション、Jac in productionに所属していた。
早稲田大学社会科学部卒業。大学時代はアナウンス研究会に所属し、2学年上に逸見政孝、4学年下に吉田照美がいた。
アナウンサーを志していたが、大学在学中に俳優志望に転向し、劇団NLT俳優教室に五期生として入所。初舞台は勉強会として行われた『フィガロの結婚』。映像作品デビューはレディーボーデンのテレビコマーシャル。

## 人物
癖のない素直な発声が、非常に魅力的。
その後はテレビドラマや舞台、ワイドショーやCMと幅広く活動。
東北新社の声優講習にて小林守夫からアフレコの技術を学んだことから声優としても活動し、代表作に『未来少年コナン』のラナや『母をたずねて三千里』のフィオリーナ、『野球狂の詩』の水原勇気などがある。その声は宮崎駿に気に入られており、1981年に宮崎は「島本須美と信沢三恵子がいれば、ぼくのヒロインの声優はこと足りる」と発言したこともあった。役柄としては、はかなげな少女役を演じる。
『未来少年コナン』のラナ役に関しては後に、放送当時はファンが多く自身にも多くのファンレターが届いたことを明かし「こういう仕事にめぐり逢ったことを、とても光栄に思っています」と述べている。
趣味は着物に関する事、水泳、読書。
特技は和装着付で、和装着付講師の資格を持つ。

## 出演
太字はメインキャラクター。

### テレビドラマ
- ミラーマン 第4話「コバルト60の恐怖」（1971年、CX） - 志村伸子
- なんたって18歳! 第17話「すべってころんで大脱線」（1971年、TBS）
- トリプルファイター 第17話「SAT基地 爆破指令!」（1972年） - ジャガード人間態
- ジャンボーグA 第11話「壮烈!! 涙の一撃」（1973年、MBS） - 美紀先生
- 仮面ライダーアマゾン 第12話「見た! ゲドンの獣人改造室!!」（1974年、MBS） - ひろみの母
- はぐれ刑事（1975年、NTV）
- TOKYO DETECTIVE 二人の事件簿 第35話「女医誘拐事件」（1975年、ABC）
- 太陽にほえろ!（東宝 / NTV）
  - 第215話「七曲署一係 その一日」（1976年）
  - 第241話「脅迫」（1977年） - 松本道子
  - 第283話「激突」（1977年） - 坂田知子
  - 第320話「翔べないカナリア」（1978年） - 宮本夫人
  - 第353話「ラスト・チャンス」（1979年） - 菊地雪江
  - 第383話「兄貴」（1979年） - 岩城静子
  - 第457話「長さんが刑事を辞めたくなった」（1981年） - 時田夫人
  - 第477話「俺は誘拐犯だ!」（1981年） - 杉森初恵
  - 第559話「マザー・グース」（1983年） - 竹宮ゆかり
- 赤い衝撃 第7話「母の離婚」（1976年、TBS）
- 華麗なる刑事 第13話「撃つべきだったか?」（1977年）
- コメットさん 第55話「私の子猫は迷探偵」（1979年、TBS）
- ウルトラマン80 第36話「がんばれ! クワガタ越冬隊」（1980年、TBS） - アッちゃんのママ
- 愛の劇場（TBS）
  - しづの生涯（1981年）
  - 秘密（1982年）
- 大河ドラマ（NHK）
  - 峠の群像（1982年） - 小山屋の女中
  - 翔ぶが如く（1990年） - 女
- メタルヒーローシリーズ（ANB）
  - 巨獣特捜ジャスピオン 第36話「奇蹟を呼ぶ新しい生命の輝き」（1986年） - 久美子の母親
  - 時空戦士スピルバン 第38話「君は倒せるか?! パパママ機械人の逆襲」（1986年） - 望月静江、ブレンダーの声
  - 機動刑事ジバン 第7話「恐怖のハクションおじさん!」（1989年）
- 私鉄沿線97分署 第76話「千羽鶴からスペシャルヒント!!」（1986年、ANB / 国際放映） - 山岡の親戚
- 火曜サスペンス劇場 / 死を運んだ宅配便（1986年、NTV）
- 水曜ドラマスペシャル（TBS）
  - 奇妙な同居人（1986年）
  - 美に捧げる犯罪（1987年）
- シリーズ街 / 川は泣いている（1990年、ANB）
- はぐれ刑事純情派（ANB）
  - 第4シリーズ 第8話「痴漢に間違えられた安浦刑事」（1991年）
  - 第5シリーズ 第11話「殺意の女子社員寮・セクハラで辞めた男」（1992年）
- さわやか3組（ETV）

### テレビアニメ
1976年
- 母をたずねて三千里（フィオリーナ[11]）
- ブロッカー軍団IVマシーンブラスター（シェイラ）

1977年
- あしたへアタック!（白木ルミ[12]）
- 一発貫太くん
- 女王陛下のプティアンジェ（サリー）

1978年
- 宇宙海賊キャプテンハーロック（ジョジベル、エルザ）
- 科学忍者隊ガッチャマンII（ユカ）
- 銀河鉄道999（1978年 - 1980年、シャドウ、少年の母親、マチール）
- 超電磁マシーン ボルテスV（ニナ）
- 未来少年コナン（ラナ[13]）
- 無敵鋼人ダイターン3（1978年 - 1979年、コロス[14]、コンピューター、万丈の母）
- 野球狂の詩（水原勇気〈2代目〉）
- 若草のシャルロット（マリー）
- まんがはじめて物語

1980年
- 釣りキチ三平（愛子）
- ニルスのふしぎな旅（マリア、娘達）
- 魔法少女ララベル
- ルパン三世 (TV第2シリーズ)

1981年
- 名犬ジョリィ（ドニヤ）

1982年
- うる星やつら
- 太陽の子エステバン（ラナ）
- 南の虹のルーシー（キャロル）

### 劇場アニメ
1979年
- 未来少年コナン（ラナ[15]）

1980年
- 母をたずねて三千里（フィオリーナ）

1984年
- 超人ロック（聖母ルウ[16]）
- 未来少年コナン 特別篇 巨大機ギガントの復活（ラナ[17]）
- 名探偵ホームズ（エリソン夫人）

1989年
- 魔女の宅急便（コキリ / キキの母[18]）

1994年
- グスコーブドリの伝記（お母さん）

2009年
- サマーウォーズ（陣内万理子[19]）

### 吹き替え
- アンネの日記（マルゴット・フランク〈ダイアン・ベイカー〉）※NET版（1972年放送）
- インディ・ジョーンズ/若き日の大冒険
- エクソシスト（シャロン〈キティ・ウィン〉）1980年3月31日 TBS初放映時
- 男の闘い※テレビ東京版（1976年放送）
- カウボーイ（マリア/アリエガ〈アンナ・カシュフィ〉）※フジテレビ版
- 空軍大戦略（マギー・ハーヴェイ〈スザンナ・ヨーク〉）
- 007 ゴールドフィンガー（フライング・サーカスのリーダー）※NET版
- 大洋のかなたに（ピュリティー・ホックスワース〈ジェラルディン・チャップリン〉）
- 天使にラブソングをシリーズ（シスター・メアリー・パトリック）※VHS ・DVD版
- ドラゴン怒りの鉄拳（ユアン〈ノラ・ミャオ〉）※テレビ朝日版
- ノストラダムス（カトリーヌ）
- フリッパー（ママ）
- まぼろしの市街戦（コクリコ / コロンバイン〈ジュヌヴィエーヴ・ビュジョルド〉[20]）

### ラジオ
- 夜のドラマハウス

### ゲーム
1992年
- 未来少年コナン（ラナ）※PCエンジン版

### CM
- クララ
- マクドナルド
- レディーボーデン
- アデランス
  - 母と娘編
  - ファッションショウ編
  - 定年記念旅行編